# Johann Georg de Hamilton
Johann Georg de Hamilton (1672 Mnichov – 3. ledna 1737 Vídeň), známý též jako Jan Jiří Hamilton a ve zkomolenině psaný i jako Hamilthon, Hamelton či Haimeldon, byl malíř obrazů s loveckými náměty, které se vyznačovaly přesným zobrazením psů a koní.

## Životopis
Johann Georg de Hamilton pocházel ze skotské šlechtické rodiny, jejíž členové byli většinou umělecky nadaní. Jeho otcem byl dvorní malíř Frans de Hamilton (?–1690/95) a matkou Marie Klára (?–1682), která pocházela z Mnichova. V Mnichově se narodil i Johann Georg de Hamilton, což dokládá zápis o jeho sňatku ve vídeňské matrice. Většina starších zdrojů uvádí jako místo rodiště Brusel. Jeho starší bratr Filip Ferdinand de Hamilton (1664–1750) se později stal známým malířem ptačích výjevů, zatímco mladší Karl Wilhelm de Hamilton, označovaný za malíře „bodláčí", se stal dvorním malířem saského kurfiřta.
O malířském školení Johanna Georga de Hamilton toho mnoho nevíme. Snad se v duchu rodinné zvyklosti vyškolil ve vlámské tradici a specializoval se na malbu zvířat a loveckých zátiší. Krátce pobýval u dvora braniborského kurfiřta, kde působil spíše jako sloužící než jako kurfiřtův malíř. V dalších letech Johann Georg cestoval jako „kabinetní malíř" mezi Mnichovem, Vídní, Berlínem, Augsburgem a dále pracoval i v Hannoveru, Karlsruhe a Kodani. Maloval zde především lovecká zátiší a obrazy s rostlinami a drobnými zvířaty.
Jako osmnáctiletý přijel do Vídně (1690) a ještě téhož roku se zde oženil s Eleonorou Kateřinou Märzinovou. V roce 1696 se jim ve Vídni narodil nejstarší syn Anton Ignaz (1696–1770), otcův pomocník a později i samostatný malíř, který pracoval ve službách sasko-výmarského kurfiřta a později maloval i pro saského kurfiřta Augusta III. Polského (1696–1763). O dva roky později (1698) však Johannu Georgovi předčasně zemřela dcera Anna Klára a o jedenáct let později i syn Johann Josef (1709).

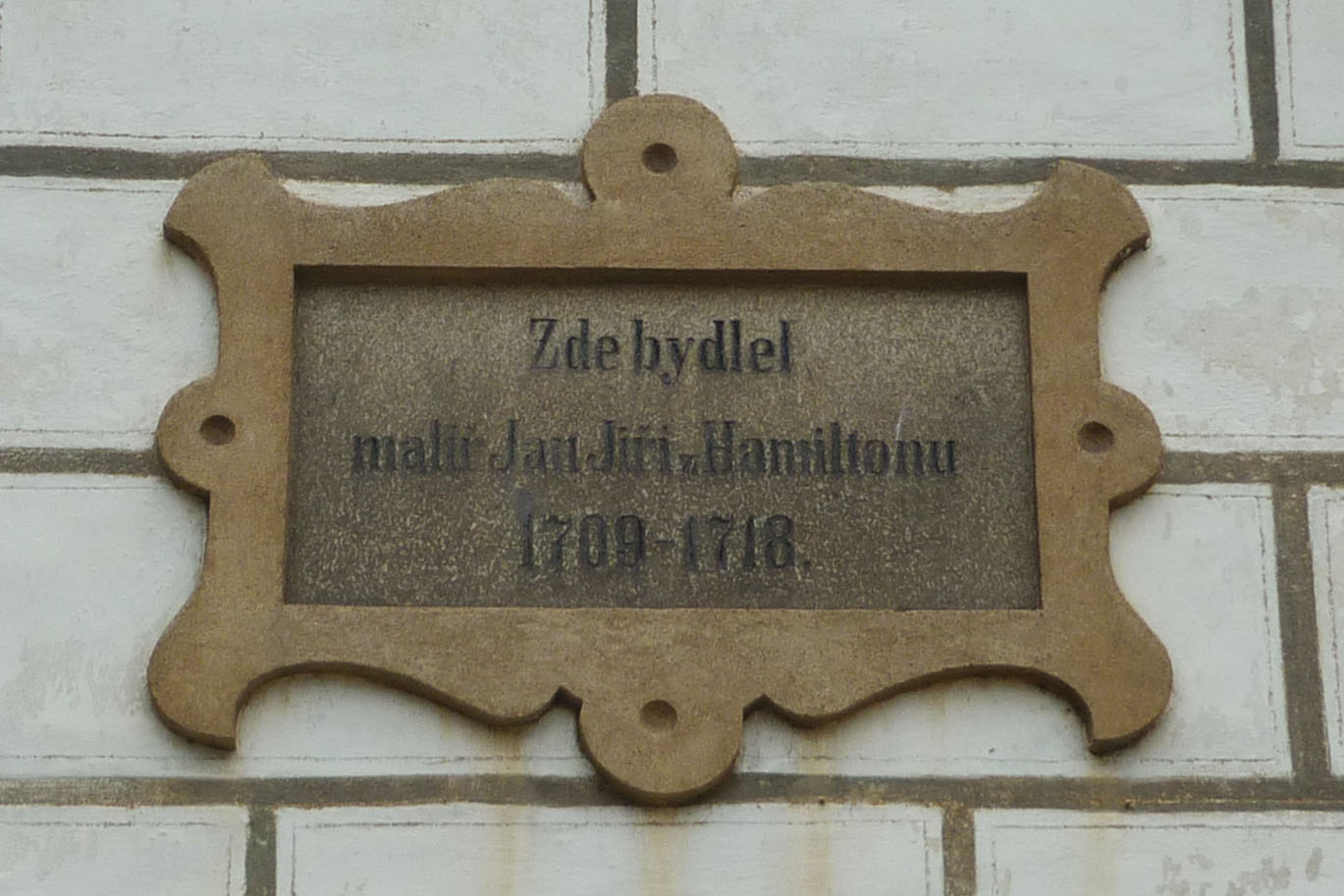
Nápis na domě v Třeboni, ve kterém Johann Georg de Hamilton přechodně bydlel.

Hned poté, co se stal členem vídeňské akademie, se rodina přestěhovala do Čech, kde Johann Georg střídavě působil na zámcích Hluboká, Ohrada a Třeboň, a to až do roku 1718. V Třeboni mu byl přidělen dům č. 113 a připsán roční plat 1200 zlatých.

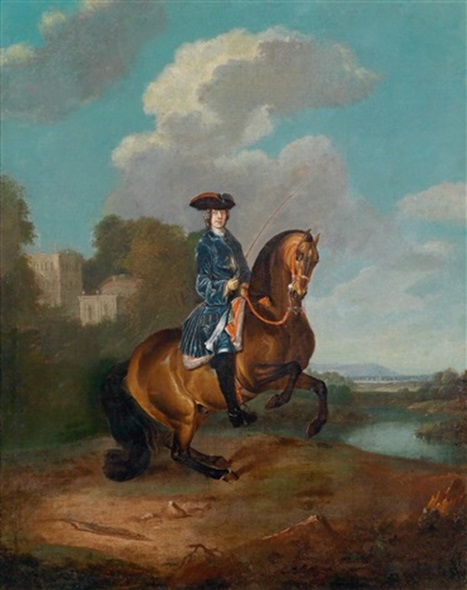
Jezdecký portrét císaře Karla VI. (olejomalba J. G. de Hamilton a J. G. Auerbach)

Od roku 1718 až do konce života přednostně pracoval pro císaře Karla VI. (1685–1740), pro kterého jako dvorní malíř pracoval i Filip Ferdinand de Hamilton (jmenován 1715), starší bratr Johanna Georga de Hamilton. Johann Georg se stal císařským dvorním malířem v roce 1718. Ve spolupráci s bratrem Filipem Ferdinandem Johann Georg de Hamilton maloval pro císaře portréty koní chovaných v hřebčincích v Halbturnu, Lipici a v Kladrubech. Čtyřiadvacet z těchto obrazů bylo použito k výzdobě vídeňského Schönbrunnu.
V roce 1720 Johannu Georgu de Hamilton ve Vídni zemřela manželka Eleonora Kateřina. Z tohoto manželství zůstaly 4 děti. Snad i proto Johann Georg uzavřel druhé manželství, a to s Marií Kateřinou Widenbauerinovou. Z druhého manželství vzešlo 6 dětí, ale do otcovy smrti (1637) žil již jen syn Andreas. V prosinci 1736 byl již Johann Georg de Hamilton těžce nemocný a 3. ledna 1737 ve Vídni zemřel.

## Umělecká tvorba
Aristokratická záliba v lovu, v 17. a 18. století chápaná jako forma společenské reprezentace, potřebovala umělce znalé zásad lovu a schopné zobrazit nejen účastníky lovu, ale dosáhnout i věrného zobrazení zvířat, koní, psů a lovné zvěře. A tuto schopnost měl Johann Georg de Hamilton. Jeho služby využívala nejen vídeňská světská i církev aristokracie, počínaje císařskou rodinou, přes Liechtensteiny, Serény, Althany a Schwarzenberky, až po Auersperky, Lobkowicze nebo Salmy. Antonín Florian, kníže z Lichtensteinu (1656–1721), vychovatel a později i hofmistr císaře Karla VI., byl oním šlechticem, který způsobil, že se císař stal milovníkem parforsních honů a nadšeným lovcem. V letech 1700 až 1704 Johann Georg de Hamilton namaloval pro Lichtensteiny šest obrazů koní v životní velikosti, které pocházeli z lednického hřebčína. Jednalo se o naprosto přesné portréty konkrétních koní, včetně srsti. Zcela výjimečný obraz pocházející z této doby je však Císařská jezdecká škola (dnes knížecí sbírky Vaduz-Vídeň), jež vedle zobrazených koní je i skupinovým portrétem osobností té doby. Později Johann Georg namaloval dalších šest portrétů koní určených pro zámek Valtice. Přitom charakter některých obrazů z pozdější doby nevylučuje ani malířskou účast Filipa Ferdinanda de Hamilton.

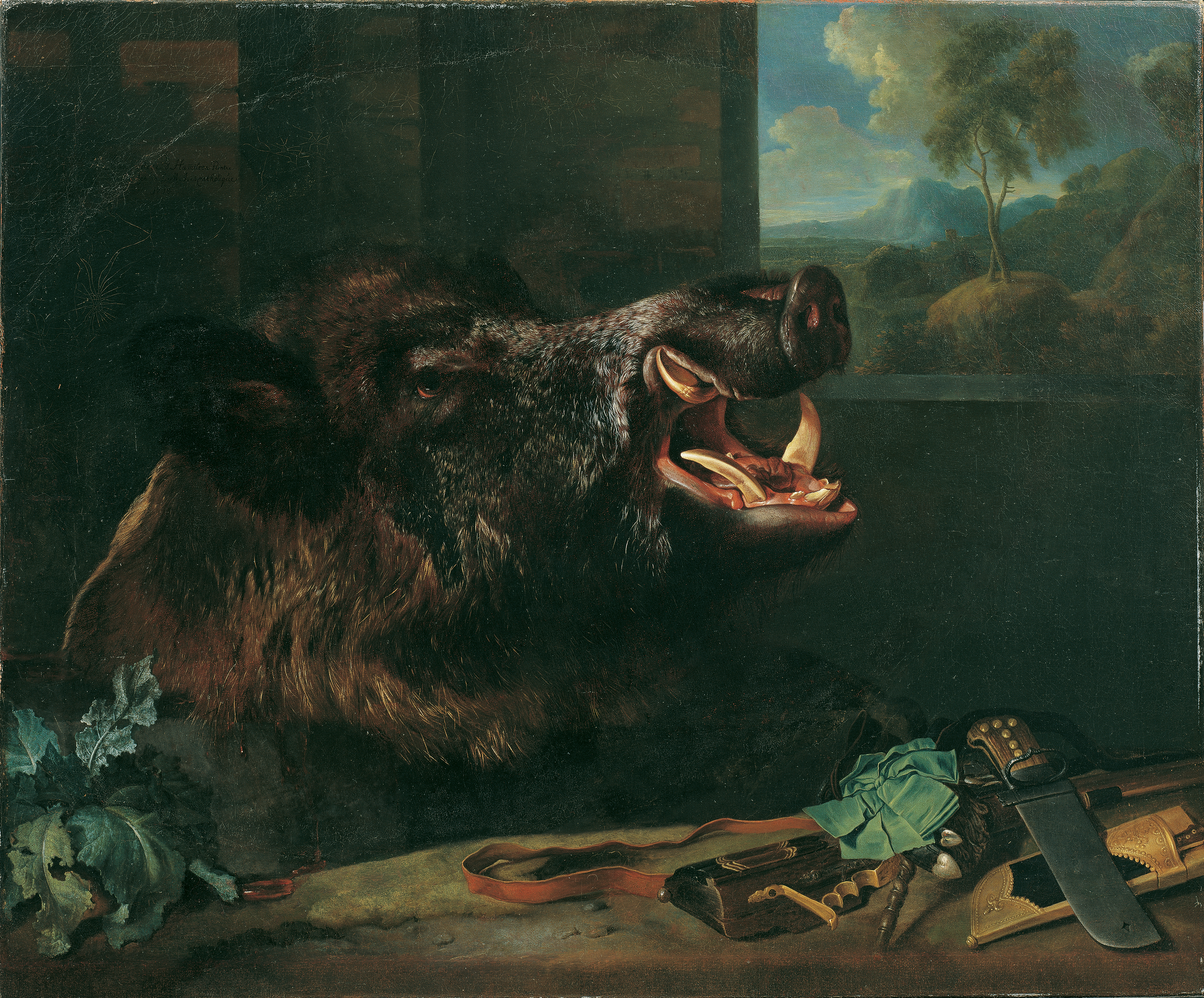
Zátiší s hlavou divočáka (olejomalba, 1718; obraz namalován pro Evžena Savojského, dnes součást sbírek ve vídeňském Belvederu

V roce 1703 vytvořil Johann Georg de Hamilton jezdecký portrét Františka Josefa, hraběte Serényiho (1668–1705), čímž prokázal, že dovede malovat nejen portréty koní, ale i lidí. Obraz nazvaný Před štvanicí zobrazuje císařského komořího a podmaršála Františka Josefa, oblíbence Evžena Savojského (1663–1736), s nímž se zúčastnil tažení proti Turkům, během kterého však v Itálii utonul. Na obraze Před štvanicí je jednou ze dvou dalších postav pravděpodobně Michael Johann III., hrabě z Althanu (1679–1722), nejvyšší štolba císaře Karla VI., pro kterého Johann Georg namaloval desítku portrétů koní z císařských stájí. Soubor se stal součástí hypologického muzea ve Slatiňanech.
První obraz od Johanna Georga de Hamilton nazvaný Císař Josef I. s mouřenínem Eveilem zakoupil do schwarzenberských sbírek kníže Ferdinand Vilém ze Schwarzenbergu (1652–1703), otec knížete Adama Františka ze Schwarzenbergu. Byl to portrét císaře, který jmenoval Adama Františka do funkce nejvyššího podkoního, pod kterého spadala povinnost pečovat o hřebčíny, konírny a stáje i vše, co souviselo s dopravou.

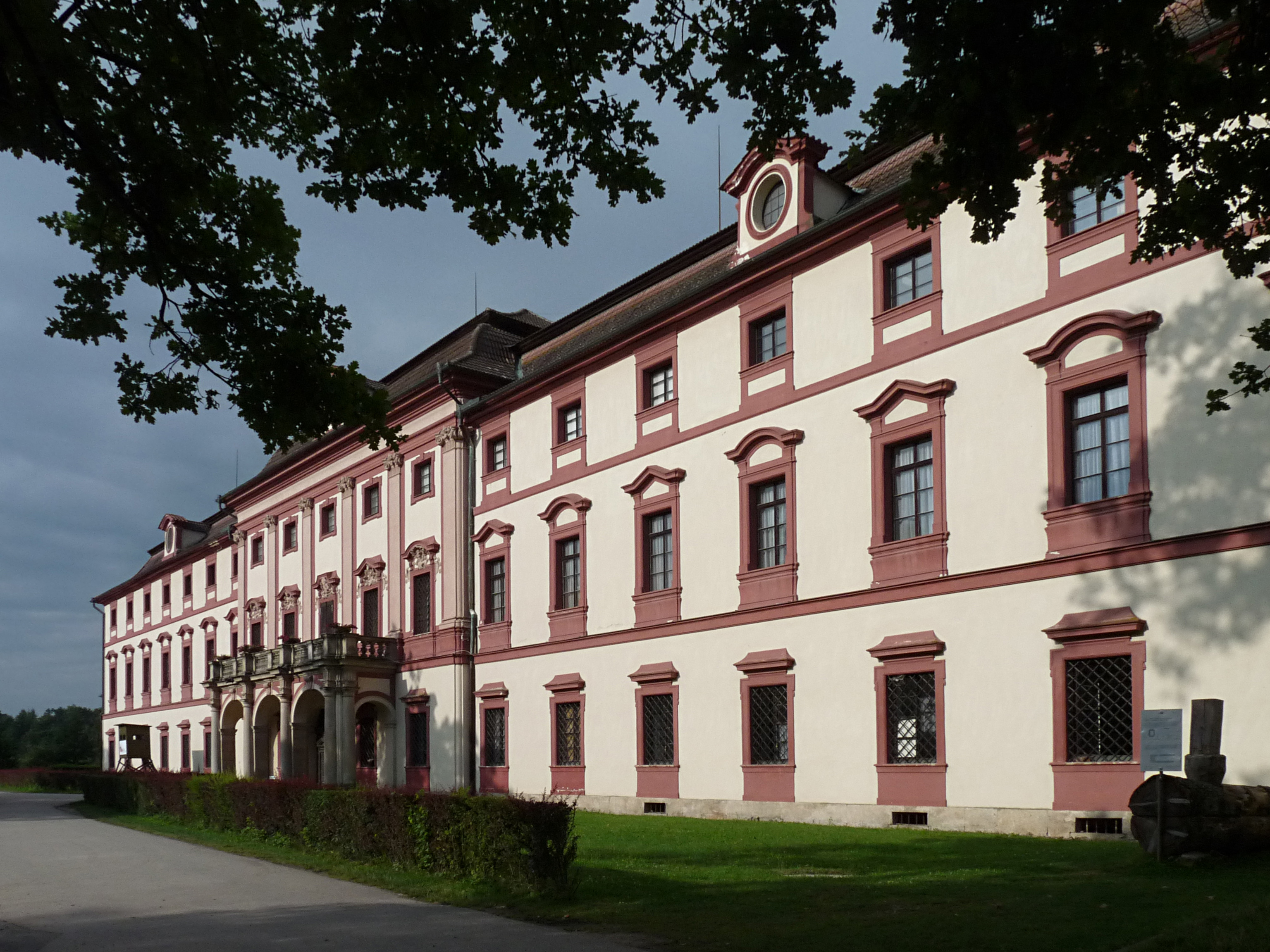
Průčelí loveckého zámku Ohrada u Hluboké nad Vltavou.

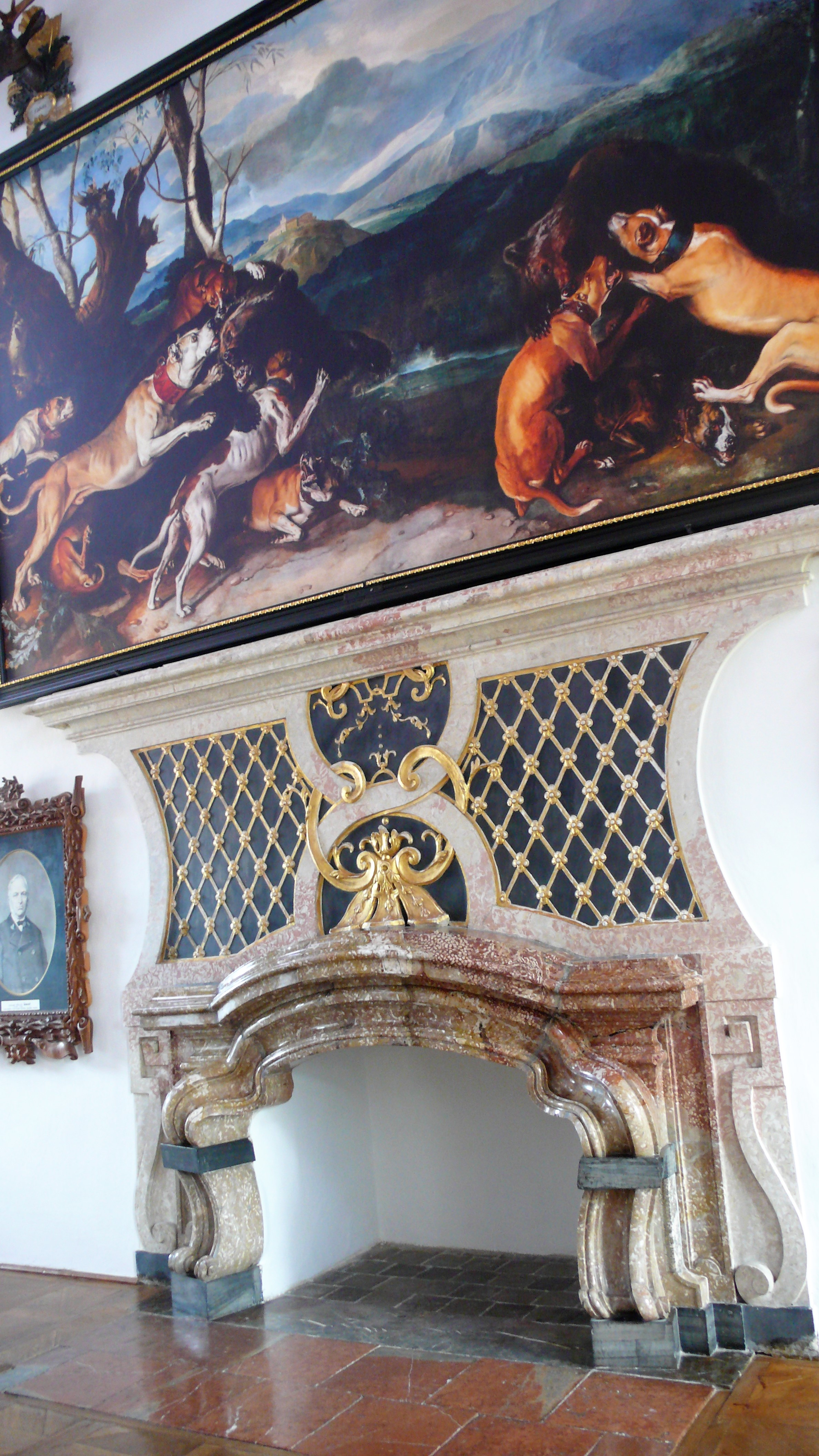
Obraz Štvanice na medvědy nacházející se nad krbem Velkého sálu zámku Ohrada (kopie obrazu, 1714, lovecký zámek Ohrada. Originál ve Schwarzenberské knížecí sbírce ve Štýrském loveckém muzeu, Stainz, Rakousko)

Nový císař Karel VI. jmenoval Adama Františka ze Schwarzenbergu (1680–1732) nejvyšším dvorním maršálkem a v roce 1723 znovu i nejvyšším štolbou. V roce 1705 kníže Adam František objednal u Johanna Georga de Hamilton portréty vybraných hřebců z vídeňských schwarzenberských stájí. Malíř pak po dalších dvanáct let maloval převážně pro knížete Adama Františka a to nejen velká plátna, ale i drobné obrazy koní a psů, ale i lovecká zátiší.
V únoru 1706 dal malíři pokyn, aby odjel na zámek Hluboká, kde měl v blízkém loveckém zámku Ohrada vyzdobit rozměrnými obrazy velký zámecký sál. Johann Georg de Hamilton většinu těchto rozměrných obrazů namaloval v Erbovním sále třeboňského zámku a některé z nich pak kníže nechal vystavit v Kulečníkovém sále na Hluboké. Při malbě těchto obrazů mu předlohou byla ulovená zvěř někdy dovezená i z ciziny.

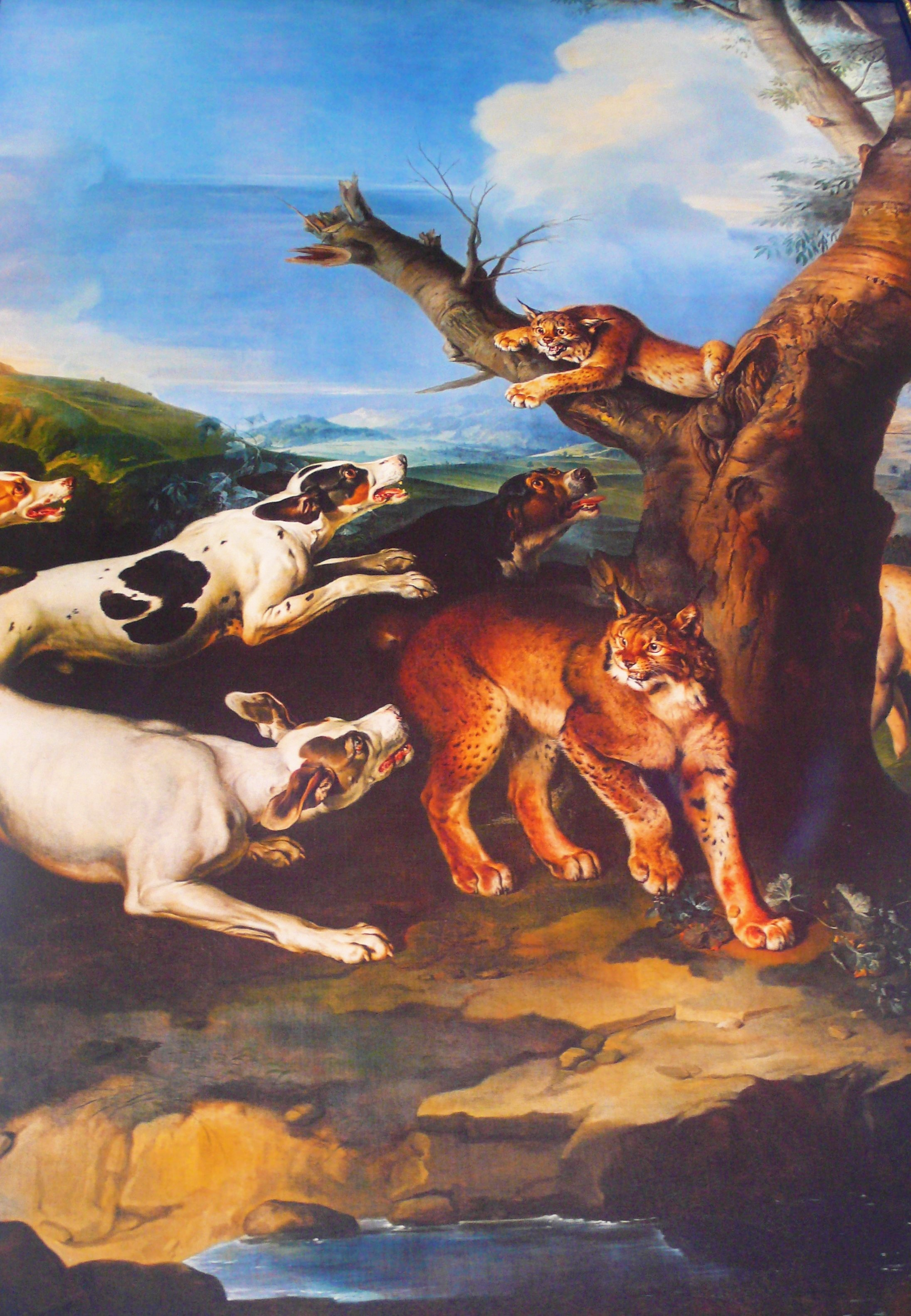
Štvanice na rysa (kopie olejomalba z 1714/15, zámku Ohrada. Originál ve Schwarzenberské knížecí sbírce ve Štýrském loveckém muzeu, Stainz, Rakousko)

Tyto možnosti malíř v plné míře využil při výzdobě zámeckých prostor v právě postaveném loveckém zámku Ohrada (1713). Velký sál zámku měla zdobit nástropní freska Kratochvíle olympských bohů (autorem Johann Georg Werle) a stěny sálu deset velkoplošných obrazů s dramatickými loveckými motivy. Jednalo se především o obraty Štvanice na medvěda a Štvanice na bílého býka o rozměrech 5,07 × 3,25 metru a dalších osm obrazů nazvaných Štvanice na divočáka, Štvanice na vlky, Štvanice na leopardy, Štvanice na rysy, Štvanice na daňky, Štvanice na jeleny, Štvanice na srnce a Štvanice na lišky o rozměrech 3,25 × 2,4 metru. Obrazy byly vystavené na zámku Ohrada až do roku 1938, aby před nacisty byly přepraveny do Kanady, odkud byly v roce 1950 převezeny na zámek Murau v Rakousku, kde jsou jako zápůjčka vystaveny v loveckém muzeu v zámku Stainz u Štýrského Hradce. Na zámku Ohrada zůstaly jen původní rámy, zatímco v nich jsou umístěny kopie původních obrazů nacházejících se v Rakousku.
V roce 1717/18 Johann Georg de Hamilton přešel do služeb císaře Karla VI., u něhož byl zaměstnán jako dvorní malíř i starší bratr Filip Ferdinand de Hamilton. Ve spolupráci s bratrem Johann Georg v císařských službách maloval koně, ale i lovecká zátiší. Většina obrazů byla umístěna na zámku Schönbrunn v sále dnes zvaném „Hamiltonův sál“. Johann Georg zřejmě pro císaře vyzdobil i lovecký zámek Halbturn. Nepřekvapí proto, že celoživotní malířská tvorba Johanna Georga de Hamilton zahrnovala, vedle řady kreseb, na 131 obrazů, z nichž 58 získali Schwarzenbergové. Na dvou z nich je zobrazen i kníže František Adam ze Schwarzenbergu, malířův mecenáš.

## Umělecko-historický význam díla Johanna Georga de Hamilton
Na počátku 18. století patřil Johann Georg de Hamilton mezi vyhledávané malíře obrazů s loveckými náměty. Nepřekvapí proto, že úspěšně působil na aristokratických dvorech středoevropské šlechty, včetně císařského dvora. Barokní záliba v portrétech koní vycházela ze skutečnosti, že v té době chov koní ve stájích a hřebčínech tehdejší aristokracie dosahoval svého vrcholu. Přes svou vytříbenou techniku malby, kterou převyšoval většinu svých současníků, malba Johanna Georga de Hamilton upadla téměř v zapomnění. Teprve ve 30. letech 20. století bylo provedeno několik pokusů o připomenutí malířovy tvorby, kterým předcházela souborná výstava malířových děl ze schwarzenberských sbírek (Vídeň, 1888). Teprve v 2. desetiletí 21. století vznikl ucelený soupis a charakteristiku díla Johanna Georga de Hamilton.